# Aedes albopictus
El mosquito tigre (Aedes albopictus) es una especie de díptero nematócero perteneciente a la familia Culicidae. Se caracteriza por su coloración negra con ornamentación blanca en el tórax y el abdomen, patas a bandas negras y blancas y una conspicua línea blanca longitudinal central en tórax y cabeza. Tiene una longitud de entre unos 5 y 10 mm (milímetros). Como otras especies de mosquitos, la hembra posee una trompa fina y alargada, la probóscide, que a modo de estilete, utiliza para picar y extraer sangre de vertebrados, en especial mamíferos y aves, que aprovecha para el desarrollo de los huevos a modo de proteínas. Utiliza unos pequeños filamentos (bigotes) a los lados de la probóscide para detectar dióxido de carbono (CO2) proveniente de animales (incluidos seres humanos) a los que acechar. En sus picaduras utiliza una sustancia anticoagulante para extraer y almacenar la sangre de su huésped. Los machos de la especie, al igual que la de otros mosquitos, se alimentan de néctar. Está incluida en la lista 100 de las especies exóticas invasoras más dañinas del mundo de la Unión Internacional para la Conservación de la Naturaleza.

## Biología y ecología
Las larvas de esta especie se desarrollan en recipientes donde existan pequeñas cantidades de agua, sobre todo si se hallan en lugares sombreados, como por ejemplo jarras, cubos, floreros, platos de macetas y otros objetos conteniendo agua en jardines, patios y descampados. Su criadero larvario original consiste en oquedades llenas de agua en árboles. En el entorno del ser humano es un mosquito principalmente urbano que aprovecha sistemáticamente puntos con agua para su reproducción. Su picadura, incluso a través de ropa fina como calcetines, es muy molesta, produciéndose mayormente en las horas diurnas, en las cuales parte de las especies autóctonas no suelen picar.

## Características del genoma
Al secuenciarse el genoma del mosquito tigre se observó que estaba formado por 1967 Mb, lo que lo sitúa como el genoma más grande de mosquito secuenciado hasta la fecha, ya que el tamaño de los genomas de las especies más próximas a Aedes albopictus varían entre los 174 Mb de Anopheles darlingi a 1376 Mb de Aedes aegypti. También se pudo comprobar que entre distintos individuos de la misma especie de Aedes albopictus se producía una variación en el tamaño del genoma.
Una nueva secuenciación del genoma de Aedes albopictus, que generó el genoma de referencia AalbF2, determina que el tamaño medio del genoma de este insecto está entre 1190-1275 Mb, variando entre los individuos de las distintas poblaciones, y que esta especie presenta tres cromosomas. La diferencia de tamaño con respecto a la descrita en genomas anteriores se debe a que en este caso se utilizaron técnicas de secuenciación masiva de tercera generación, permitiendo secuenciar fragmentos más largos y posibilitando resolver mejor las regiones de ADN repetitivo, que abundan en esta especie.  
Se cree que las variaciones inter e intraespecíficas en el tamaño del genoma entre los distintos mosquitos se deben principalmente a cambios en las cantidades y en la organización del ADN repetitivo. Por tanto, se cree que una de las causas de que Aedes albopictus tenga un genoma más largo que el resto se debe principalmente a que posee una mayor cantidad de ADN repetitivo.
En un experimento se establecieron las relaciones filogenéticas entre 5 especies distintas de mosquitos (Aedes albopictus, Aedes aegypti, Anopheles darlingi, Anopheles gambiae y Culex quinquefasciatus) y la mosca del vinagre (Drosophila melanogaster) a partir de 2096 genes ortólogos de una sola copia. Se pudo constatar que la especie Aedes albopictus forma parte de la subfamilia Culicinae y que la divergencia evolutiva con la especie Aedes aegypti se produjo hace aproximadamente 71 millones de años.
Las 5 especies de mosquito compartieron un ancestro común con Drosophila melanogaster hace aproximadamente 260 millones de años.

### El ADN repetitivo
El genoma de Aedes albopictus contiene un gran número de transposones, un 55 % del total del genoma está representado por estos elementos móviles. Las secuencias repetitivas representan el 70 % de su genoma que concuerda con su gran tamaño. De hecho, la longitud total de estas secuencias repetitivas es un 40 % mayor que las que posee Aedes aegypti, que es un miembro del mismo subgénero, Stegomyia.
En el ADN de ambas especies hay una gran cantidad de secuencias LINES (elementos nucleares dispersos largos). Los LINES son secuencias que se repiten miles de veces en el genoma, pero no en tándem, sino de manera dispersa. Hay secuencias LINES, como la secuencia Duo que son compartidas por ambas especies, dando a entender que esta secuencia estuvo presente en el ancestro común de ambas especies. Sin embargo, más del 20 % de las secuencias LINES de Aedes albopictus no presentan similitudes con las secuencias de Aedes aegypti, lo que conlleva a la hipótesis de que se debió de producir una rápida expansión o incremento del número de ADN repetitivo después de que se produjera la divergencia evolutiva de las especies, que se estima que ocurrió hace unos 10 millones de años.

### Elementos virales
En el genoma de Aedes albopictus se pueden localizar una gran cantidad de nrEVEs (elementos virales endógenos no retrovirales). Estos elementos génicos se insertan en el genoma de Aedes albopictus debido a su continuo contacto con diferentes tipos de virus, no olvidemos que esta especie está en contacto con sangre de mamíferos y, por tanto, con sus patógenos. Se pueden diferenciar las diferentes poblaciones de este insecto observando sus secuencias virales ya que presentan homología con los virus característicos de diversas zonas. La función de los nrEVEs podría estar relacionada con la inmunidad frente a distintos virus.

### Distribución y estructura de los grupos de piRNA
Los RNAs que interaccionan con las proteínas PIWI (piRNA) tienen la función, entre otras, de dirigir la inmunidad frente a los transposones en la línea germinal, esto se ha comprobado principalmente en Drosophila melanogaster, la actividad de estos piRNAs se basa en el reconocimiento del su material genético complementario y posterior inactivación. La mayoría de los piRNAs derivan de regiones genéticas denominadas clústeres de piRNAs, estas regiones presentan memoria de invasiones de transposones y confieren protección frente a estos agentes. En el caso de Aedes albopictus los clústeres de piRNAs están muy enriquecidos con secuencias virales, por lo tanto, puede que en Aedes albopictus los piRNAs dirijan la inmunidad frente a distintos tipos de virus.

### La determinación sexual
En Aedes albopictus el sexo del individuo está controlado por un locus (locus M) que reside en el cromosoma 1 y que cuando presenta determinados genes activos (nix y myo-sex) genera individuos macho. El factor Nix descubierto en la especie Aedes aegypti, es el principal responsable del desarrollo de los caracteres masculinos en Ae. albopictus, este factor es expresado por el gen nix compuesto por dos exones separados por un pequeño intrón. El gen myo-sex localizado cerca del gen nix en el locus M en Aedes aegypti, también es importante en la determinación sexual ya que expresa la cadena pesada de la miosina que permite que los machos puedan volar. En la especie Aedes albopictus se ha descrito un homólogo del myo-sex pero su posición exacta no se ha podido definir.

### Genes implicados en la diapausa y en la detoxificación
La diapausa se da en los insectos y consiste en un estado dinámico de baja actividad metabólica y de crecimiento que está mediado por neurohormonas. Los insectos usan esta diapausa para poder sobrevivir en ambientes con una temperatura y una humedad extrema y puede ser específico para una etapa del desarrollo, que es predeterminado genéticamente. En los mosquitos, la diapausa puede ocurrir tanto en la etapa embrionaria como en la larvaria o adulta. Al llevarse a cabo un estudio del genoma de Aedes albopictus, se observó que había unos 211 genes que pertenecían a familias de expansión. De estos 211, unos 96 genes estaban relacionados con la respuesta al estrés, el metabolismo lipídico, la regulación de la expresión génica, la señalización hormonal, etc. Por lo que se cree que la expansión de estos genes ayuda al mosquito a tolerar ambientes heterogéneos y eso es lo que le permite poder invadir varios continentes y transmitir esas enfermedades.
En Aedes albopictus se han encontrado varios genes implicados en la detoxificación, como por ejemplo los genes que codifican para la citocromo oxidasa CYP4G. Además se han encontrado genes implicados en la síntesis de la enzima carboxil colinesterasa (CCE), como por ejemplo el gen CCEae 3A, que está implicado en la resistencia al temefos, que es un larvicida usado para el control de plagas de mosquitos. Se presenta como dos genes duplicados en tándem.
También posee genes implicados a la resistencia a insecticidas, como el gen que codifica para la proteína glutatión S-transferasa (GST), o los que codifican para las proteínas transportadoras ABC, que están implicados a la resistencia a varios tipos de drogas. En concreto, en el caso de la proteína ABCG se encontraron que el gen estaba duplicado hasta 6 veces tanto en Aedes albopictus como en Aedes aegypti y está implicado en el transporte de lípidos.

## Diseminación

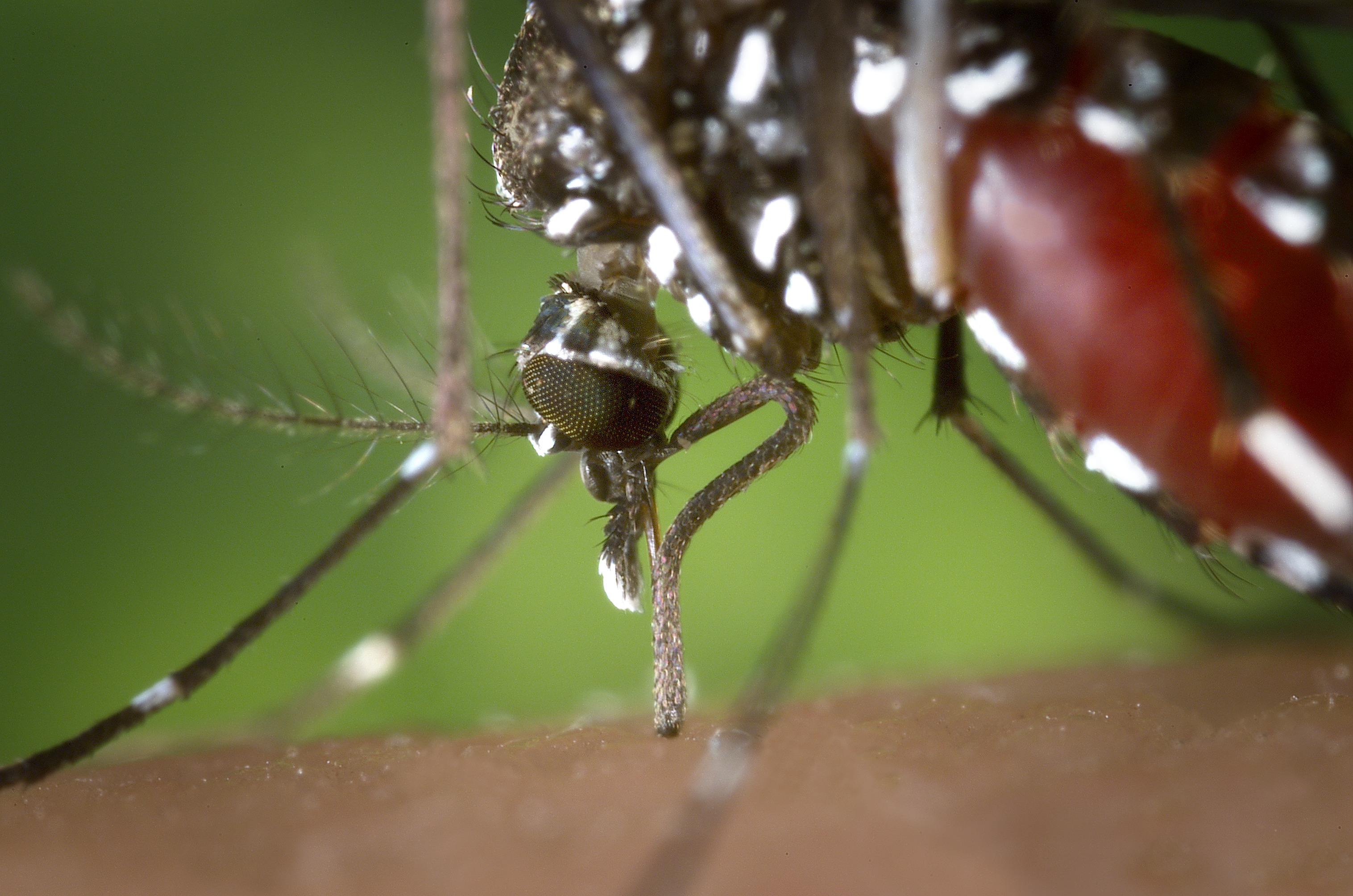
Mosquito tigre (Aedes albopictus) alimentándose de sangre humana

El mosquito tigre es una especie invasora diurna originaria del sudeste de Asia, habiéndose extendido por África, América y Europa desde 1979 y posteriormente por la zona del Pacífico. Representa una creciente amenaza para la salud pública en todo el mundo debido a su rápida y agresiva expansión desde su área de distribución nativa, ya que en apenas 40 años consiguió propagarse por todos los continentes del planeta excepto la Antártida. Su llegada puede producirse durante el transporte de personas, o de mercancías con restos de agua acumulada como pueden ser neumáticos usados, o plantas ornamentales como es el caso del bambú de la suerte (Dracaena sanderiana). Sus huevos son resistentes a la desecación por lo que puede también entrar en cauchos usados importados que llevan sus huevos secos adosados internamente, una vez que hacen contacto con el agua, eclosionan y emergen las larvas de primer estadio (de cuatro posibles).
En América continental, la primera introducción fue en Estados Unidos en 1985 y en Brasil hacia 1986. Posteriormente, invadió México donde fue detectado en 1988, siendo en este país el primer registro de Aedes albopictus infectado naturalmente con DEN-1 y DEN-3 en el continente. La ruta de invasión ha incluido Centroamérica, en Guatemala, Honduras, El Salvador, Nicaragua y Panamá (Cuellar-Jiménez et al, 2007) y en el Caribe en las Islas Caimán, República Dominicana, Cuba y Trinidad y Tobago, mientras que en América del Sur, en Brasil se extendió por 20 de 27 estados y en donde 2 genotipos parecen estar presentes. En Colombia se ha señalado para: Leticia en 1998, Buenaventura en 2001, Cali en 2007 y el Caribe colombiano, principalmente Barranquilla y Cartagena en 2014, y en Argentina en 1998 al norte (Misiones), zona en el cual se mantiene su distribución, y más recientemente (2009) en Caracas, Venezuela.
En Europa, hasta 2006, se había detectado en Albania, Italia, España, Francia, Bélgica, Suiza, Hungría, Montenegro, Holanda y Grecia. La primera detección de presencia del mosquito en España fue notificada en agosto de 2004 en la población de San Cugat del Vallés (Cataluña) por el Servicio de Control de Mosquitos del Consell Comarcal del Bajo Llobregat, habiéndose extendido desde entonces a otros muchos municipios del Levante español, sin que haya comportado transmisión de enfermedades en esta área. Favorecido por el cambio climático, con inviernos cada vez más suaves, dos décadas más tarde su presencia había alcanzado al norte y oeste del país.

## Transmisión de enfermedades
En zonas endémicas, el mosquito tigre es vector en la trasmisión de enfermedades como el dengue en América Central, América del Sur y zona del Pacífico, la fiebre amarilla y, aunque en mucha menor frecuencia que el muy común Culex pipiens, puede ser vector en la transmisión del virus del Nilo Occidental.
En el verano de 2007, se produjo un brote epidémico de artritis epidémica chikunguña en Rávena (Italia) producida por el virus CHIKV y que fue diseminada por la picadura del mosquito tigre. Hasta ese momento, esta enfermedad solo había afectado a países tropicales, lo que disparó las alarmas ante la globalización de este tipo de infecciones.
En verano de 2010, se detectaron mosquitos tigre infectados por el virus del Nilo Occidental, en el norte de Grecia, provocando la muerte de algunas personas víctimas de las picaduras realizadas por estos.
En el 2014, se desató una epidemia de artritis epidémica chikunguña, la cual dejó varias víctimas mortales en Sudamérica por la picadura de este mosquito. Los países más afectados por este virus fueron República Dominicana y Venezuela.

## Erradicación
En los países donde se ha extendido, la lucha para su erradicación resulta difícil y muy cara, por ello es conveniente actuar lo más precozmente posible sensibilizando a las instituciones y ciudadanía para evitar esta propagación. Entre las acciones que se proponen están:
- Gestionar correctamente el almacenamiento, procesos de transporte y reciclaje de los neumáticos usados. Esta parece que debería ser una de las acciones fundamentales para limitar su expansión intercontinental, dado que se han relacionado las vías de extensión del mosquito, con las del transporte de esta mercancía a nivel mundial.
- Evitar posibles reservorios para la reproducción del mosquito como pueden ser recipientes, macetas, latas o cualquier otro utensilio en el que el agua no pueda ser recambiada como mínimo cada semana.

### Polimorfismo genético y desequilibrio de linaje
El nivel de variabilidad genética entre las poblaciones de una especie es el sustrato de la evolución, en el caso de Aedes albopictus esta variabilidad poblacional es generada por procesos de adaptación a nuevos ecosistemas, selección de alelos de resistencia a insecticidas y por la coevolución con los patógenos locales. Estos datos biológicos son importantes para estimar el peligro epidemiológico de cada población y para generar estrategias de control basadas en los datos genéticos. La rápida dispersión de este mosquito, que empezó hace unos 50 años, ha sido posible gracias al rápido cambio de las condiciones climáticas, pero también gracias a su gran poder de adaptación. Se pueden observar grandes variaciones entre las poblaciones, haciendo más difícil desarrollar estrategias de control globales.

## Especie invasora

### En España
La primera detección de presencia del mosquito en España fue notificada en agosto de 2004 en la población de San Cugat del Vallés (Cataluña) por el Servicio de Control de Mosquitos del Consell Comarcal del Bajo Llobregat, habiéndose extendido desde entonces a otros muchos municipios del levante español, sin que haya comportado transmisión de enfermedades en esta área.
Debido a su potencial colonizador y constituir una amenaza grave para las especies autóctonas, los hábitats o los ecosistemas, esta especie ha sido incluida en el Catálogo Español de Especies Exóticas Invasoras, aprobado por Real Decreto 630/2013, de 2 de agosto.
En España, se cree que su difusión ha sido a través del transporte de mercancías y vehículos particulares, ya que Aedes albopictus, por sí solo, a lo largo de su vida suele estar presente en un radio de 500 metros.[cita requerida]

### En Argentina
La presencia de Aedes albopictus en Argentina no había sido detectada hasta comienzos de 1998. En abril de ese mismo año se registraron 33 criaderos, con pocos ejemplares en cada uno, en 25 de las 161 viviendas inspeccionadas en la ciudad de El Dorado, Provincia de Misiones. La distribución espacial homogénea de los focos de proliferación detectados durante el período de estudio sugiere la existencia de una infestación generalizada en esta localidad.